# واگرایش فرگشتی
واگرایش فرگشتی (به انگلیسی: evolutionary radiation)، افزایش تنوع آرایه‌ها است که ناشی از افزایش نرخ گونه‌زایی است، که ممکن است با افزایش نابرابری ریخت‌شناسی همراه باشد یا نباشد. واگرایش ممکن است یک تبارشاخه یا تعداد زیادی را تحت تأثیر قرار دهند و سریع یا تدریجی باشند. در جایی که آنها سریع هستند و توسط سازگاری یک دودمان با محیطشان هدایت می‌شوند، آنها را سازگاری واگرا می‌نامند.

## نمونه‌ها
شاید آشناترین نمونه از واگرایش فرگشتی مربوط به پستانداران جفت‌دار بلافاصله پس از انقراض دایناسورهای غیر پرنده در پایان کرتاسه، حدود ۶۶ میلیون سال پیش باشد. در آن زمان، پستانداران جفت‌دار عمدتاً جانورانی کوچک و حشره‌خوار بودند که از نظر اندازه و شکل شبیه به حشرات امروزی بودند. در ائوسن (۵۸ تا ۳۷ میلیون سال پیش)، آنها به شکل‌های گوناگونی مانند خفاش، نهنگ و اسب تکامل یافته بودند.
دیگر واگرایش آشنا عبارتند از: انفجار کامبرین، انفجار آوالون، رویداد بزرگ تنوع زیستی اردویسین، تابش مزوزوئیک-سنوزوئیک، تابش گیاهان خشکی پس از اشغال آنها در زمین، واگرایی کرتاسه گل‌داران، و تنوع واگرایش حشرات، از زمان دوونین، ۴۰۰ میلیون سال پیش، تقریباً بدون وقفه ادامه یافته‌است.